# IC 3407
IC 3407 ist eine Balken-Spiralgalaxie vom Hubble-Typ SBb im Sternbild Coma Berenices. Die Entfernung zur Milchstraße beträgt schätzungsweise 313 Millionen Lichtjahre.
Das Objekt wurde am 23. März 1903 vom deutschen Astronom Max Wolf entdeckt.